# 기세풍
기세풍(1916년~1995년 9월 27일)은 대한민국의 정치인이다. 제7대 국회의원이다.

## 역대 선거 결과
|  | 30.03% |

|  | 60.55% |